# 安倍昌彦
安倍 昌彦（あべ まさひこ、 1955年〈昭和30年〉4月24日 - ）は、日本のスポーツライター。宮城県出身。早稲田大学第一文学部卒業。

## 略歴
早稲田実業学校中学部・早稲田大学高等学院卒業後、早稲田大学に進学。大学では同期の捕手にのちにプロ野球読売ジャイアンツの正捕手となった山倉和博や高校時代、江川卓とバッテリーを組んでいた小倉偉民がいた。「腕前は捕手10人中10番目」という実力もあって出場機会は無く、3年からは母校・早稲田大学高等学院の野球部監督を務めた。
大学卒業後は、大手重機メーカーの営業マンをしていたが、入社6年で退職し、アルバイト生活に入る。その間、社会人野球の東芝野球部に自主参加するなどしていたが、やがてアマチュア野球の観戦がメインとなり、現在まで20年以上観戦を続けている。
白夜書房から野球専門誌『野球小僧』が新たに発行されることとなった際に、その立ち上げメンバーに誘われる。2000年（平成12年）から『野球小僧』で自身の連載コラムを持つようになり、現在は同誌で、ドラフト会議に関連する企画の監修を務めている。同誌内では「流しのブルペンキャッチャー」と呼ばれ、有力なドラフト候補になりうるアマチュア投手や、将来有望な中学生投手の所に出向きインタビューを行うだけでなく、投手が投げるボールを実際に受けることで、その体験談を自身のコラムで綴っている。この企画は、「内海哲也の球を受けてみたい」という一言で決まった。

## 人物
執筆する文章では『スペシャル・トップギア』、『猛肩』、『粘っこい球質』など他誌では余り見かけない独特の表現を用いることが多い。
新型コロナウイルス感染拡大の影響のため、太平洋戦争後で初の中止となった第102回全国高等学校野球選手権大会（当初2020年〈令和2年〉8月10日に開幕予定）、そして事実上の代替試合とした開かれた2020年甲子園高校野球交流試合について、当初「３カ月半もの間、全体練習ができない時期があり『選手』としての成長は正直、難しい」と思っていたが、実際に試合を見て「コロナ禍を経験し、球児は、たくましくなっていた」と評価。むしろこれまで監督の練習プランと、監督サインで試合が進む「高校野球は大人が主役」だったものが、いわゆる自粛の期間中に、高校生たちが自ら考え、工夫して練習した結果、「彼らは自分たちの野球を見失うことなく、試合では頼もしさを感じた。大人の指導のみで、球児が成長するのではないことを証明した」としている。

## 著書
- 『スカウト』（2009年、日刊スポーツ出版社）
- 『スカウト魂 たたき上げの詩』（2011年10月26日、日刊スポーツ出版社）
- 『斎藤世代-流しのブルペンキャッチャーが見つめた青春』（日本放送出版協会）
- 『流しのブルペンキャッチャーの旅』（白夜書房）
- 『若者が育つということ 監督と大学野球』（2013年3月30日、日刊スポーツ出版社）
- 『監督と大学野球2 伸びてゆく力』（2014年3月29日、日刊スポーツ出版社）

## 出演
テレビ
- 地元スポーツ応援団スポッち！（2016年5月25日、東北放送）
- プロ野球ドラフト会議直前SP!生放送“みんなのカープ”県民大会議（2018年10月24日、NHK広島放送局）
- プロ野球ドラフト会議前夜SP!生放送“みんなのカープ”県民大会議2019（2019年〈令和元年〉10月16日、NHK広島放送局）

ラジオ
- 高嶋ひでたけのオールナイトニッポン 月イチ(2021年4月18日、ニッポン放送)
- 文化放送スポーツスペシャル 斉藤一美 押出四球(2023年10月18日、文化放送)